# Lillian Copeland
Lillian Copeland (New York, 25 novembre 1904 – Los Angeles, 7 luglio 1964) è stata una discobola, giavellottista e pesista statunitense, vincitrice della medaglia d'oro alle Olimpiadi di Los Angeles 1932 nel lancio del disco; in precedenza ad Amsterdam 1928 era stata argento.

## Biografia
Oltre che nel lancio del disco fu eccelsa anche nel getto del peso. In quest'ultima specialità fu 5 volte campionessa nazionale, titolo ottenuto due volte nel disco e due nel giavellotto. Sempre nel getto del peso batté tre volte il record del mondo.
Amsterdam 1928 fu la prima Olimpiade a cui le donne furono ammesse nell'atletica; Copeland poté competere solo nel disco, in quanto peso e giavellotto non erano ancora nel programma. Giunse seconda dietro alla polacca Halina Konopacka.
Come detto sopra fu oro quattro anni dopo, medaglia che nella sua città agguantò all'ultimo lancio. Poco dopo si ritirò.
Tornò in gara nelle Maccabiadi 1935, in cui conquistò l'oro nel peso, nel disco e nel giavellotto.